# Amand Schwantge
Amand Schwantge (* 4. Juni 1933 in Sagan; † 8. Februar 2006 in Colditz) war ein deutscher Hornist und Musikpädagoge.

## Leben
Amand Schwantge begann zunächst ein Kapellmeisterstudium, wechselte aus gesundheitlichen Gründen jedoch zum Horn und  studierte bei Albin Frehse an der Hochschule für Musik in Leipzig. Nach Engagements 1957 in Gotha und 1958 in Erfurt war er ab 1961 Mitglied  des Gewandhausorchesters, zunächst in der Position eines 2. Hornisten, ab 1977 bis 1999 als 4. Hornist. Er trat mit dem Gewandhausorchester als Solist auf. Amand Schwantge unterrichtete als Lehrer für Horn an der Spezialschule für Musik in Halle und an der Hochschule für Musik und Theater „Felix Mendelssohn Bartholdy“ Leipzig.
2006 starb Amand Schwantge in Colditz durch Suizid.